# KFNB – Adonis bis Ganymed
Die Dampflokomotiven Adonis bis Ganymed waren Güterzuglokomotiven der KFNB.
Sie wurden 1846 von Günther in Wiener Neustadt an die KFNB mit der Achsformel 2'A geliefert.
Sie waren zwar verstärkte Nachbauten der von der Lokomotivfabrik William Norris zuletzt gelieferten Maschinen, aber gegenüber der Koloss-Bauart und den Cockerill-Maschinen eigentlich ein Rückschritt.
Zwischen 1853 und 1865 wurden bei allen Maschinen die Kessel erneuert. Die Tabelle gibt den Letztzustand wieder.
Die Lokomotive Jason ist am 27. Juli 1848 zwischen Hullein und Napajedl explodiert, die Adonis wurde 1862 ausgemustert, die restlichen Maschinen 1866, wobei Deucalion und Phaton an die Firma Neumann in Wien verkauft wurden.